# Choi Jin-sil
Choi Jin-sil (24 de dezembro de 1968 — 2 de outubro de 2008) era uma atriz sul-coreana, considerada uma das melhores atrizes do país. Estreou na década de 80, e desempenhou o papel principal em dezoito filmes, vinte dramas de televisão e mais de cem comerciais televisivos. Sua morte foi por suicídio.